# آرلینگتن (منطقه سرشماری)، ورمانت
آرلینگتن (به انگلیسی: Arlington) یک منطقهٔ مسکونی در ایالات متحده آمریکا است که در آرلینگتن، ورمانت واقع شده‌است. آرلینگتن ۹٫۶۸ کیلومتر مربع مساحت و ۱٬۲۱۳ نفر جمعیت دارد و ۱۹۷ متر بالاتر از سطح دریا واقع شده‌است.